# 阿瓦
阿瓦（缅甸语委转写： IPA：[ʔɪ́ɰ̃wa̰ mjo̰] 或 [ʔəwa̰ mjo̰]），位于缅甸曼德勒省皎克西縣德达乌鎮，是缅甸古都。缅甸14世纪至19世纪的多个王朝定都于此。1839年，遭遇严重地震破坏，就此废弃。现今是缅甸中部重要的旅游目的地。
缅甸阿瓦王朝即因该城而得名。

## 历史
以阿瓦為主軸的阿瓦王朝常年與撣邦爭戰，後來遭撣人攻入。其建都阿瓦古城的政權，一直到1753年才瓦解。
南明永曆帝朱由榔曾流亡至緬甸境內，居於此處，後發生咒水之難，永历帝於康熙元年四月十五日（1662年6月1日）遭縊死。